# Варваровка (Новосанжарский район)
Варваровка (укр. Варварівка) — село,
Богдановский сельский совет,
Новосанжарский район,
Полтавская область,
Украина.
Код КОАТУУ — 5323480303. Население по переписи 2001 года составляло 249 человек.

## Географическое положение
Село Варваровка находится на берегах реки Кустолово,
выше по течению примыкает село Богдановка,
ниже по течению примыкает село Кустолово.

## Экономика
- Молочно-товарная ферма.

## Объекты социальной сферы
- Фельдшерско-акушерский пункт.